# Wielka Wieś (gmina w województwie kieleckim)
Wielka Wieś (od 1929 Wąchock) – dawna gmina wiejska istniejąca do 1929 roku w woj. kieleckim. Siedzibą władz gminy była Wielka Wieś.
Za Królestwa Polskiego gmina należała do powiatu iłżeckiego w guberni radomskiej. 13 stycznia 1870 do gminy przyłączono obszar zniesionego miasta Wąchock.
W okresie międzywojennym gmina Wielka Wieś należała do powiatu iłżeckiego w woj. kieleckim. 8 kwietnia 1929 roku gminę przemianowano na gminę Wąchock.